# Alessandro Paternostro
Alessandro Paternostro (Alessandria d'Egitto, 29 novembre 1852 – Palermo, 19 aprile 1899) è stato un giurista, politico, prefetto e iamatologo italiano.

## Biografia
Figlio di Paolo Paternostro, fu docente di Diritto all'Università degli Studi di Palermo.
Deputato alla Camera del Regno per due legislature (dal 1886 alla morte) e prefetto nelle città di Reggio Calabria, Lucca, Agrigento e Ferrara.
Dalla moglie Clotilde Martinelli ebbe diversi figli tra cui Giuseppe, console del Giappone a Palermo, Guglielmo, Roberto, Angela.
Si occupò inoltre di studi sulla storia e la cultura orientale, in particolare su quella giapponese. Fu insignito dall'imperatore del Giappone dell'ordine del Sol Levante.